# Aubehydrini
Aubehydrini es una tribu de coleópteros adéfagos  perteneciente a la familia Dytiscidae. Tiene un único género: Notaticus.

## Especies deNotaticus
- Notaticus fasciatus	Zimmerman 1928
- Notaticus obscurus	Garcia & Navarro 2001